# Bridal Veil Falls (Oregon)

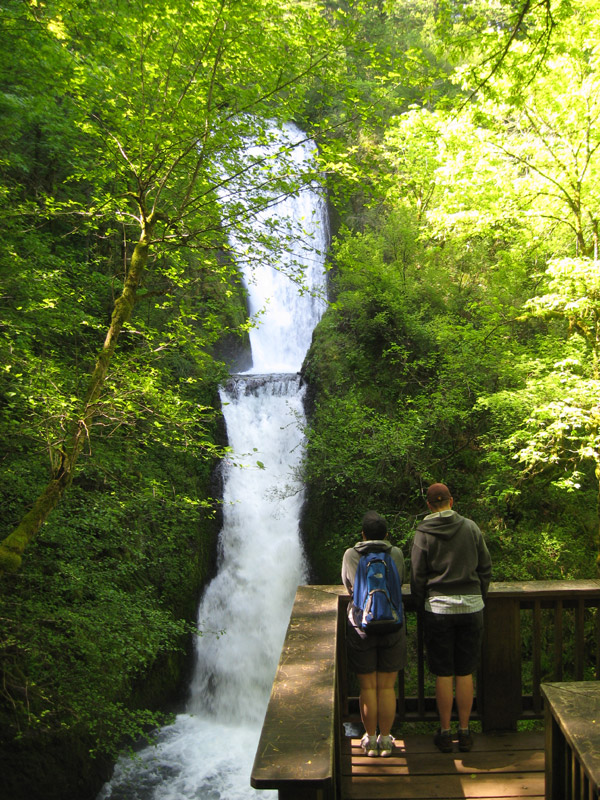
Bridal Veil Falls

Die Bridal Veil Falls (engl. „Brautschleierfälle“) sind Wasserfälle des Bridal Veil Creek im Multnomah County im US-Bundesstaat Oregon. Der Bridal Veil Creek entspringt am 1203 m hohen Larch Mountain. Kurz vor seiner Mündung in den Columbia River stürzt der Bach in zwei 30 und 9 m hohen Fällen über scharfe Basaltstufen. Die Fälle sind die einzigen, die unterhalb des Historic Columbia River Highways liegen.
Die Fälle liegen im Bridal Veil Falls State Scenic Viewpoint. Knapp 2 km bachaufwärts liegen die 30 m hohen Upper Bridal Veil Falls, die allerdings nur sehr schwer zugänglich sind.